# Christoph Grafe
Christoph Grafe (* 26. Dezember 1964 in Bremen) ist ein deutscher Architekturhistoriker.

## Leben
Er studierte Architektur an der Technische Universiteit Delft sowie Architekturgeschichte und -theorie an der Architectural Association School of Architecture. 2013 wurde er Professor für Architekturgeschichte und -theorie an der Universität Wuppertal. Er ist Mitherausgeber des Architekturjournals Oase.

## Schriften (Auswahl)
- mit Michael Speaks: Nine + one. Ten young Dutch architectural offices. Essays. Rotterdam 1997, ISBN 90-5662-068-1.
- People's palaces. Architecture, culture and democracy in post-war Western Europe. Amsterdam 2014, ISBN 978-94-6140-041-3.
- mit Herman Zeinstra:  Herman Zeinstra – projects and methods. Amsterdam 2016, ISBN 978-94-6140-047-5.
- als Herausgeber mit Tim Rienits: Umbaukultur. Für eine Architektur des Veränderns. Dortmund 2020, ISBN 978-3-86206-804-3.